# Guillem VI d'Angulema
Guillem VI d'Angulema (mort el 1186) també conegut com a Guillem VI Tallaferro (era el VII Guillem de la família, el VI comte Guillem d'Angulema i el V comte Guillem de cognom Tallaferro) fou comte d'Angulema des de 1181 fins a la seva mort el 1186.
A la mort del seu germà Vulgrí III el 1181 va deixar una filla, Matilde d'Angulema, que era la legítima hereva però encara prou jove. Ricard Cor de Lleó es va declarar el seu tutor, però tanmateix els germans de Vulgrí III, Guillem VI d'Angulema i Aimar Tallaferro, van disputar la successió i el primer va assolir la posició de comte. Matilde va conservar una part del comtat.
Mort Guillem VI sense fills el 1186 (1185 en algunes fonts) el va succeir el seu germà Aimar Tallaferro